# Marco Tin Win
Marco Tin Win (* 22. April 1960 in Mon Hla, Myanmar) ist ein myanmarischer Geistlicher und römisch-katholischer Erzbischof von Mandalay.

## Leben
Marco Tin Win empfing am 22. September 1987 das Sakrament der Priesterweihe.
Am 25. April 2019 ernannte ihn Papst Franziskus zum Erzbischof von Mandalay. Der Erzbischof von Yangon, Charles Maung Kardinal Bo SDB, spendete ihm am 23. Juni desselben Jahres in Herz-Jesu-Kathedrale in Mandalay die Bischofsweihe; Mitkonsekratoren waren der emeritierte Erzbischof von Mandalay, Nicholas Mang Thang, und der Apostolische Nuntius in Myanmar, Erzbischof Paul Tschang In-Nam.
Am 8. Juli 2020 berief ihn Papst Franziskus zum Mitglied des Päpstlichen Rates für den Interreligiösen Dialog.